# The Senior Open Championship
Het The Senior Open Championship is een golftoernooi voor senioren dat deel uitmaakt van de Europese Senior Tour en de Champions Tour. Buiten Groot-Brittannië wordt meestal The Senior British Open Championship als officiële naam gebruikt. Commercieel wordt de titel gebruikt zoals in de tabel hieronder staat vermeld. Sinds 2003 wordt het toernooi beschouwd als een Major op de Champions Tour. 
De winnaar van dit toernooi wordt altijd uitgenodigd voor het volgende Brits Open.

## Deelnemersveld
Het normale deelnemersveld is 144 spelers. De resterende vrije plaatsen worden aangevuld door een 18-hole kwalificatieronde die plaatsvindt op een maandag voordat het toernooi begint op de donderdag.
Deelnemersveld:
- alle winnaars van de voorbije edities van The Senior Open Championship
- voormalige winnaars van alle Major Senior Championships of van The Players Championship
- winnaars van de European Tour Order of Merit (nu de Race To Dubai) van de voorbije 5 jaren (enkel golfers die ouder zijn dan 50 jaar)
- winnaars van het Brits PGA Championship van de voorbije 5 jaren (enkel golfers die ouder zijn dan 50 jaar)
- Top 30 van de voorbije jaren van de European Senior Tour Order of Merit
- Top 50 van de European Senior Tour-prijzengeldlijst van het huidige seizoen
- Top 50 van de Champions Tour-prijzengeldlijst van het huidige seizoen
- Top 30 van de Champions Tour-prijzengeldlijst van het voorbije seizoen
- Winnaars van officiële toernooien op de Europese Senior Tour en Champions Tour van de voorbije twee jaren
- Voormalige golfers van de Ryder Cup of Presidents Cup van de voorbije 5 jaren (enkel golfers die ouder zijn dan 50 jaar)
- Huidig winnaar van het Japan PGA Senior Championship
- Huidig winnaar van het Japan Senior Open Championship
- Huidig winnaar van het Seniors Open Amateur Championship
- Huidig winnaar van het US Senior Amateur Championship
- Wildcards of invitaties door de "The Championship Committee"

## Winnaars
| Jaar                                 | Baan                                    | Locatie                                 | Winnaar                                 | Score                                   | Score                                   | Info                                          |
| The Senior Open Championship         | The Senior Open Championship            | The Senior Open Championship            | The Senior Open Championship            | The Senior Open Championship            | The Senior Open Championship            | The Senior Open Championship                  |
| ------------------------------------ | --------------------------------------- | --------------------------------------- | --------------------------------------- | --------------------------------------- | --------------------------------------- | --------------------------------------------- |
| 1987                                 | Turnberry Golf Club (Ailsa baan)        | Schotland                               | Neil Coles                              | 279                                     | –1                                      |                                               |
| 1988                                 | Turnberry Golf Club (Ailsa baan)        | Schotland                               | Gary Player                             | 272                                     | –8                                      |                                               |
| 1989                                 | Turnberry Golf Club (Ailsa baan)        | Schotland                               | Bob Charles                             | 269                                     | –11                                     |                                               |
| 1990                                 | Turnberry Golf Club (Ailsa baan)        | Schotland                               | Gary Player                             | 280                                     | par                                     |                                               |
| 1991                                 | Royal Lytham & St Annes Golf Club       | Engeland                                | Bobby Verwey                            | 285                                     | –1                                      |                                               |
| Senior British Open                  |                                         |                                         |                                         |                                         |                                         |                                               |
| 1992                                 | Royal Lytham & St Annes Golf Club       | Engeland                                | John Fourie                             | 282                                     | –2                                      |                                               |
| 1993                                 | Royal Lytham & St Annes Golf Club       | Engeland                                | Bob Charles                             | 291                                     | +7                                      |                                               |
| 1994                                 | Royal Lytham & St Annes Golf Club       | Engeland                                | Tom Wargo                               | 280                                     | –8                                      |                                               |
| 1995                                 | Royal Portrush Golf Club                | Noord-Ierland                           | Brian Barnes po                         | 281                                     | –7                                      | Won de play-off van Bob Murphy                |
| 1996                                 | Royal Portrush Golf Club                | Noord-Ierland                           | Brian Barnes                            | 277                                     | –11                                     |                                               |
| 1997                                 | Royal Portrush Golf Club                | Noord-Ierland                           | Gary Player po                          | 278                                     | –10                                     | Won de play-off van John Bland                |
| 1998                                 | Royal Portrush Golf Club                | Noord-Ierland                           | Brian Huggett po                        | 283                                     | –5                                      | Won de play-off van Eddie Polland             |
| 1999                                 | Royal Portrush Golf Club                | Noord-Ierland                           | Christy O'Connor jr.                    | 282                                     | –6                                      |                                               |
| 2000                                 | Royal County Down Golf Club             | Noord-Ierland                           | Christy O'Connor jr.                    | 275                                     | –9                                      |                                               |
| 2001                                 | Royal County Down Golf Club             | Noord-Ierland                           | Ian Stanley po                          | 278                                     | –6                                      | Won de play-off van Bob Charles               |
| 2002                                 | Royal County Down Golf Club             | Noord-Ierland                           | Noboru Sugai                            | 281                                     | –3                                      |                                               |
| 2003                                 | Turnberry Golf Club (Ailsa baan)        | Schotland                               | Tom Watson po                           | 263                                     | –17                                     | Won de play-off van Carl Mason                |
| The Senior British Open Championship |                                         |                                         |                                         |                                         |                                         |                                               |
| 2004                                 | Royal Portrush Golf Club                | Noord-Ierland                           | Pete Oakley                             | 284                                     | –4                                      |                                               |
| 2005                                 | Royal Aberdeen Golf Club                | Schotland                               | Tom Watson po                           | 280                                     | –4                                      | Won de play-off van Des Smyth                 |
| 2006                                 | Turnberry Golf Club (Ailsa baan)        | Schotland                               | Loren Roberts po                        | 274                                     | –6                                      | Won de play-off van Eduardo Romero            |
| 2007                                 | Muirfield Golf Links                    | Schotland                               | Tom Watson                              | 284                                     | par                                     |                                               |
| 2008                                 | Royal Troon Golf Club                   | Schotland                               | Bruce Vaughan po                        | 278                                     | –6                                      | Won de play-off van John Cook                 |
| 2009                                 | Sunningdale Golf Club                   | Engeland                                | Loren Roberts po                        | 268                                     | –12                                     | Won de play-off van Fred Funk en Mark McNulty |
| 2010                                 | Carnoustie Golf Club                    | Schotland                               | Bernhard Langer                         | 279                                     | –5                                      |                                               |
| 2011                                 | Walton Heath Golf Club                  | Engeland                                | Russ Cochran                            | 276                                     | –12                                     |                                               |
| 2012                                 | Turnberry Golf Club (Ailsa baan)        | Schotland                               | Fred Couples                            | 271                                     | –9                                      |                                               |
| 2013                                 | Royal Birkdale Golf Club                | Engeland                                | Mark Wiebe po                           | 271                                     | –9                                      | Won de play-off van Bernhard Langer           |
| 2014                                 | Royal Porthcawl Golf Club               | Wales                                   | Bernhard Langer                         | 266                                     | –18                                     |                                               |
| 2015                                 | Sunningdale Golf Club                   | Engeland                                | Bernhard Langer                         | 264                                     | -16                                     |                                               |
| 2016                                 | Carnoustie Golf Club                    | Schotland                               | Scott McCarron                          | 277                                     | -11                                     |                                               |
| 2017                                 | Royal Porthcawl Golf Club               | Wales                                   | Bernhard Langer                         | 280                                     | -4                                      |                                               |
| 2018                                 | Old Course at St Andrews                | Schotland                               | Miguel Ángel Jiménez                    | 276                                     | -12                                     |                                               |
| 2019                                 | Royal Lytham & St Annes Golf Club       | Engeland                                | Bernhard Langer                         | 274                                     | -6                                      |                                               |
| 2020                                 | Geen toernooi vanwege de coronapandemie | Geen toernooi vanwege de coronapandemie | Geen toernooi vanwege de coronapandemie | Geen toernooi vanwege de coronapandemie | Geen toernooi vanwege de coronapandemie | Geen toernooi vanwege de coronapandemie       |
| 2021                                 | Sunningdale Golf Club                   | Engeland                                | Stephen Dodd                            | 267                                     | -13                                     |                                               |
| 2022                                 | Gleneagles Hotel                        | Schotland                               | Darren Clarke                           | 270                                     | -10                                     |                                               |
| 2023                                 | Royal Porthcawl Golf Club               | Wales                                   | Alex Čejka                              | 289                                     | +5                                      | Won de play-off van Pádraig Harrington        |
| 2024                                 | Carnoustie Golf Club                    | Schotland                               | Choi Kyung-jupo                         | 278                                     | -10                                     |                                               |

| Toernooirecord |  | po = winnaar na play-off |

### Meervoudige winnaars
Golfers die dit toernooi meer dan twee keer wonnen:
4 keer
- Bernhard Langer: 2010, 2014, 2017 & 2019

3 keer
- Gary Player: 1988, 1990 & 1997
- Tom Watson: 2003, 2005, 2007

2 keer
- Bob Charles: 1989 & 1993
- Brian Barnes: 1995 & 1996
- Christy O'Connor jr.: 1999 & 2000
- Loren Roberts: 2006 & 2009